# Mic Tyson
Mic Tyson – trzeci i ostatni studyjny album amerykańskiego rapera Seana Price’a, który został nagrany i wydany za życia rapera 30 października 2012 nakładem wytwórni Duck Down Music.
Album zadebiutował na 58. miejscu amerykańskiej listy sprzedaży Billboard 200 z wynikiem 7 000 egzemplarzy w pierwszym tygodniu.

## Lista utworów
Lista według Discogs:
| Nr  | Tytuł utworu                                  | Producent          | Długość |
| --- | --------------------------------------------- | ------------------ | ------- |
| 1.  | „The Genesis of Omega”                        | The Alchemist      | 2:00    |
| 2.  | „Bar-Barian”                                  | The Alchemist      | 2:09    |
| 3.  | „Pyrex”                                       | AMP                | 2:34    |
| 4.  | „Price & Shining Armor” (gości. Ruste Juxx)   | Wool               | 3:04    |
| 5.  | „Title Track”                                 | Eric G             | 2:30    |
| 6.  | „Straight Music”                              | 9th Wonder         | 2:10    |
| 7.  | „STFU, Pt. 2”                                 | The Alchemist      | 2:58    |
| 8.  | „Hush”                                        | Khrysis            | 2:35    |
| 9.  | „Solomon Grundy” (gości. Ike Eyes & Ill Bill) | Eric G             | 3:48    |
| 10. | „Frankenberry” (gości. Buckshot)              | Stu Bangas         | 2:20    |
| 11. | „BBQ Sauce” (gości. Pharoahe Monch)           | Evidence & DJ Babu | 3:05    |
| 12. | „Bully Rap” (gości. Rick Gonzalez)            | The Alchemist      | 3:45    |
| 13. | „By the Way” (gości. Torae)                   | Evidence           | 2:24    |
| 14. | „Battering Bars” (gości. Pumpkinhead)         | Beat Butcha        | 2:52    |
| 15. | „The Hardest Nigga Out”                       | Beat Butcha        | 2:47    |
|     |                                               |                    | 41:01   |